# Ана Дурловски
Ана Дурловски (на македонска литературна норма: Ана Дурловски) е известна македонска оперна певица.

## Биография
Родена е на 1 януари 1978 година в Щип, тогава в Социалистическа федеративна република Югославия. Завършва Факултета за музикално изкуство на Скопския университет в класа на професор Биляна Йовановска-Якимовска. Дебютира на сцената на Македонската опера и балет в 2000 година с ролята си на Лучия ди Ламермур, следват ролите на Адела в „Прилеп“, Розина в „Севилският бръснар“, Кралицата на нощта във „Вълшебната флейта“, Доня Ана в „Дон Жуан“ и други. В 2001 година заминава за Виена, където в Камерното студио на Оливер Милякович започва да изгражда собствена вокална техника. Оперната певица излиза на редица международни сцени, сред които са оперните сцени във Виена, Берлин, Майнц, Мюнхен, Загреб, София, Букурещ, Белград, Тирана и други.
Носителка е на наградата „Марияна Радев“ в Хърватия за най-добро женско оперно изпълнение за ролята си на Кралицата на нощта във „Вълшебната флейта“. Носителка е на най-високото държавно отличие в областта на културата в Северна Македония - в 2015 година е отличена с титлата „Национален артист на Република Македония“.
По-късно заминава за Майнц, където е в трупата на Майнцката опера.
Женена е за оперния певец Игор Дурловски, с когото в 2019 година основава Оперна академия „Дурловски“.